# KkStB 306 sorozat
A cs. kir. osztrák Államvasutak (kkStB) 306 sorozatú mozdonyai gyorsvonati gőzmozdonyok voltak, melyből a Déli Vasút is állított forgalomba két példányt. Ez utóbbi társaság mozdonyai a Duna–Száva–Adria Vasútnál (DSA) is tovább szolgáltak és e vasút állami kezelésbe vételével a mozdonyok a MÁV-hoz kerültek, ahol a 225,9 sorozatjelet kapták.

## Kifejlesztése
A kkStB viszonylag még osztrák viszonylatban is aránylag későn kezdte meg a túlhevítős mozdonyok alkalmazását. „Lajtáninnen” már az 1900-as évek elején épültek keskeny nyomközű túlhevítős gépek, az Aussig–Teplitzer Eisenbahn pedig szolgálatba állította az első osztrák fővonali, túlhevítős mozdonyt, az If sorozatot. A kkStB gépészeti igazgatója, Karl Gölsdorf sokáig habozott ilyen mozdonyok tervezéséről. Ennek egyik oka az volt, hogy a túlhevített gőz alkalmazásához drága import kenőolajok beszerzésére volt szükség, másrészt pedig az általa előszeretettel alkalmazott, saját maga tervezte indítókészülékkel meglehetősen egyszerű és jól bevált síktolattyús kompaund gépezet túlhevített gőzzel nem volt biztonsággal használható. Ezért kezdetben inkább a Crawford–Clench-rendszerű gőzszárító alkalmazását preferálta (például: 110.500 és 329 sorozatok), mely kisebb túlhevítést biztosított. Ez a rendszer azonban meglehetősen karbantartásigényesnek bizonyult. Nem járt sikerrel a 206.03 pályaszámú mozdonyon kipróbált saját tervezésű köztes túlhevítő sem, másrészt ekkorra a nemzetközi (és az ATE mozdonyaival szerzett hazai) tapasztalatok egyértelműen a Schmidt-rendszerű füstcsöves túlhevítő fényes sikerét jelezték. Ezért végre Gölsdorf is elhatározta ilyen rendszerű túlhevítős mozdonyok tervezését és beszerzést.
Elsőként a már említett, jól bevált 206 sorozatú mozdonyok áttervezése mellett döntött, mely ugyan jól bevált, de teljesítménye a vonatok terhelésének rohamos növekedésével nem tudott lépést tartani. Az új típus logikusan a 306 sorozatjelet kapta és három példánya 1908-ban készült el az ÁVT Gépgyárában.
A mozdonyok a Monarchiában ekkor kötelező módon hadijelet is kaptak, mely a 6, 106 és 206 sorozatéval megegyezően  {\displaystyle {\tfrac {\mathrm {II\ 275} }{\mathrm {B} _{3}}}}  lett.

## Szerkezete
A 306 sorozatú mozdonyok tehát belső keretes, 2'B tengelyelrendezésű, azaz két, a keretbe ágyazott kapcsolt kerékpárral és előttük két, forgóvázba ágyazott futókerékpárral készült túlhevítős, kéthengeres, szerkocsis gőzmozdonyok voltak.
Bár a túlhevítés gyakorlatilag kiküszöbölte az ikergépezet legnagyobb hátrányát, a lecsapódási veszteségeket, Gölsdorf a még jobb hatásfok érdekében a 206 sorozatú mozdonyok kompaund gépezetét is megtartotta. Számításai szerint a nagynyomású hengerből kilépő gőz hőmérséklete már csak 30 °C-nyi túlhevítéssel rendelkezik, így probléma nélkül alkalmazhat a kisnyomású hengernél síktolattyút, ezzel pedig az általa tervezett indítókészüléket is.

### Kazán
A mozdonyok a Schmidt-rendszerű nagyfüstcsöves túlhevítővel felszerelt kazánjának méretei közel azonosak voltak a 206 sorozatú mozdonyok kazánjának méreteivel. A rákfalnál és a köpenynél 17, míg az ajtófalnál 15 mm-es lemezekből álló porosz-, más néven Becker-rendszerű állókazánt az elődtípushoz hasonlóan keretek fölé emelve, de a hátsó két kapcsolt tengely kerekei között helyezték el, így szélessége alul néhány cm-rel keskenyebb, alig 1,1 m széles volt. A rostély esése 1:6 volt.
A 4146 mm hosszúságú és 1,42 m átmérőjű hosszkazánt két, 16 mm-es folytvas lemezekből álló övből szegecselték össze; a tengelye (középvonala) a sínkorona fölött 2885 mm magasan található. A kazánt a szokásos módon a füstszekrény alatt, a füstszekrénytartónál rögzítették a kerethez, így hátrafelé dilatálhatott. A gőzdóm ismét az első kapcsolt tengely vonalába került. A 2 db Coale-rendszerű közvetlen rugóterhelésű biztonsági szelepet a gőzdóm tetején helyezték el. A hosszkazán elöli részének két oldalsó falára egy-egy Gölsdorf-rendszerű vízelválasztót is felszereltek.
A gőzdómból cső vezetett az állókazán hátfalán kialakított szerelvényfejhez, és ebből a vezetékből egy, a légsűrítőhöz vezető cső ágazott ki. Külön csövek vezettek a gőzdómból a lövettyűkhöz is.
A kazánba korábbi 219 helyett mindössze 123 darab 46/51 mm átmérőjű folytvas tűzcsövet építettek, a többi helyére három sorban összesen 18 db 119/127 mm átmérőjű füstcsövet építettek. A füstcsövekbe 27/33 mm átmérőjű csövekből álló túlhevítőelemek kerültek. Az így bekövetkezett fűtőfelület csökkentést a kazánnyomás 2 barral történő megemelésével kompenzálták. A füstszekrényben helyezték el az amerikai rendszerű szikrafogót, a „békaszájú” gőzfúvót és a túlhevítő gőzgyűjtőszekrényét. Ez utóbbi miatt a füstszekrény a 206 sorozathoz képest előre 30 cm-rel meghosszabbították. A túlhevítés szabályozása túlhevítő-védőszekrénnyel és az azon elhelyezett csappantyúkkal történt, melyeket egy kis gőzhenger (az ún. szervomotor vagy automata) mozgatott. A túlhevítőkamrába integrálták a Nordwestbahnnál alkalmazott kettős fogaskerekes működtetésű egyszerű síktolattyús gőzszabályzót. Innen a gőz a túlhevítő gőzgyűjtőszekrényének nedvesgőz-kamrájába, majd a túlhevítőelemeken át a túlhevítettgőz-kamrájába jutott, ahonnan a nagynyomású gőzhengerhez áramlott.  A kazánt 2 db Friedmann-rendszerű ST. osztályú szívó, 9 mm-es nyílású ún. „restarting” frissgőz-lövettyű táplálta vízzel.

### Gépezet
A két, kereten kívül elhelyezett gőzhenger a korábban készült 206 sorozatú mozdonyoknál alkalmazottal azonos módon a kapcsolt kerékpárok közül az elsőt hajtotta. A kompaund mozdonyoknál a megszokott módon a nagynyomású hengert a keret jobb, míg a kisnyomásút a bal oldalára szerelték. A kisnyomású henger és a hozzá tartozó vezérmű változatlan kivitelben került át a 206 sorozatról. A túlhevített gőz alkalmazása miatt Gölsdorf kénytelen volt a nagynyomású gépezetet átalakítani, de azt igyekezett még így is a vezérlés lehető legkisebb változtatással végrehajtani. A túlhevített gőz tulajdonságai miatt a nagynyomású henger átmérőjét 20 mm-rel megnövelte és a gőzelosztáshoz 250 mm átmérőjű dugattyús tolattyút alkalmazott. Azonban hogy a vezérművet minél kevésbé kelljen módosítani, továbbra is külső beömlést adott a tolattyúnak ez ugyan kedvezőtlen abból a szempontból, hogy így kívül a nagyobb nyomású és hőmérsékletű beömlő gőz miatt tömszelencékre van szükség, de Gölsdorf indoklása szerint kompaund mozdonynál még a kiömlő gőz tulajdonságai is igényelnék ezt, tehát mindenképpen szükség volna rá. A tolattyú tehát széles, rugalmas, önfeszítő gyűrűs, Schmidt-rendszerű dugattyús tolattyú lett, 31 mm-s külső és 12 mm-es negatív belső túlfedéssel. A hengerdugattyúrudak amerikai típusú tömszelencéket kaptak. A nagyméretű tömszelencék miatt a nagynyomású hengert a kisnyomásúhoz képest 155 mm-rel előbbre rögzítették a kerethez. A hengeröntvény külső burkolata lapos felső résszel készült, így alakja síktolattyús hengeréhez hasonlított. A keresztfejek változatlanul kétvezetékesek voltak, a hajtó- és csatlórudak I alakú keresztmetszettel készültek.
A gőzhengerek üresjárati munkájának (ellenállásának) csökkentésére a henger elöli és hátuli dugattyúterét összekötő nyitható nyomáskiegyenlítő váltót, a hengerfedelekre és az átömlőre ún. Ricour-szelepet szereltek, az utóbbit nyomásredukáló szeleppel kombinálták. A nagynyomású hengerre a vízütés elkerülésére ún. kompresszió-szelep is került. A mozdonyok gépezetét, mint a (6 sorozat óta minden elődjét) Gölsdorf-rendszerű indítókészülékkel is ellátták. A nagynyomású henger legnagyobb töltése mindkét irányban 90% a kisnyomású hengeré 91% volt. A tolattyúkat ellenforgattyús Heusinger–Walschaert-rendszerű vezérművek szabályozták.

### Keret és futómű
A keret és a futómű főbb elemei változatlanok maradtak, eltekintve a már ismertetett módosításoktól.

### Segédberendezések
A mozdonyra két 21″-os Hardy-rendszerű 1902. évi típusú légűrfékhengert szereltek. A féktuskók a mozdony első hajtott kerékpárját hátulról, a másodikat elölről fékezték, valamint a futókerékpárok forgóvázközép felé eső oldalára is felszereltek egy-egy féktuskót 106 sorozatú mozdonyokkal azonos módon. A féktuskónyomás a tapadási súly 113%-a, a teljes mozdonysúly 57,2%-a volt. A gőzben lévő alkatrészek kenéséről egy nyolcnyílású Friedmann-rendszerű Kd jelű dugattyús melegalkatrész-kenőszivattyú gondoskodott. Kedvezőtlen tapadási viszonyok esetén Gresham–Rihosek-rendszerű, gőzzel működtethető homokoló juttatott homokot a kapcsolt kerékpárok elé. A homoktartályt keretlemezek között helyezték el. A mozdonyokat hagyományos bajor rendszerű nagynyomású gőzfűtési berendezéssel látták el, Foster-rendszerű nyomáscsökkentő szeleppel kiegészítve.

### Szerkocsi
A 306 sorozatú mozdonyokhoz elődeihez hasonlóan a kkStB egyik szabványos háromtengelyes szerkocsitípusát, az 56 sorozatú, későbbi példányoknál a 56 sorozatú szerkocsit kapcsolták. A külső keretes szerkocsi hossztartóit elöl a kapocsszekrény, hátul a vonószekrény kötötte össze. A tengelyek távolsága eltérő, az 1.–2. tengely között 1,7 m, a 2.–3. tengely között 1,5 méteres volt. A tengelyek rugózását laprugók biztosították, melyeket egymással nem kötöttek összes. A 156 sorozatnál szögletes víztartály tetejének két oldalán Gölsdorf-rendszerű töltővályút alakítottak ki, ezek között, a tartályba előre benyúlva helyezkedett el a felülről nyitott szénférő. A szerkocsi minden kerékpárját egy oldalról, hátulról fékezték.

## Pályafutásuk
Bár a mozdonyok a próbák során 180–200 tonnás vonatokat 100 km/óra sebességgel továbbítottak és a 206 sorozatú mozdonyokhoz képest 14%-os üzemanyag-megtakarítást mutattak, a 306 sorozat tulajdonképpen elkésett. Az 1900-as évek végére végleg leáldozott a két kapcsolt kerékpárú gyorsvonati mozdonyok csillaga, ráadásul a pálya teherbíró képessége miatt még 30 tonna tapadási tömeget sem értek el. A mozdonyok sorozatgyártása így elmaradt, de a kipróbált megoldásokat jól hasznosították többek között a három kapcsolt kerékpárú 10, 160 és 429 sorozatú mozdonyok építésekor.
A Wien West fűtőházhoz állomásított három mozdony igazi „parádés ló” lett: többek között szívesen vették igénybe az osztrák császár udvari vonatainak továbbításánál. Az első világháború után mindegyik példány a BBÖ-höz került, mely a mozdonyokat változatlan sorozatjellel és pályaszámmal sorozta be állagába. A két háború között az egyik mozdony Linz I., a másik kettő Wien Nordwest fűtőházhoz tartozott és kisebb-nagyobb üzemszünetektől eltekintve közlekedtek. A vonatok fékezésére Westinghouse-rendszerű légfékkel is ellátták őket.
Az Anschlusst követően a DRB és a 13 201–203 pályaszámokkal látta el őket és bár rövid ideig alárendeltebb szolgálatban még alkalmazta őket, rövidesen azonban fűtő- és mosóberendezéssé építette át és az A 10–12 pályaszámokat kapták. Az A 10-et még 1949-ben kiselejtezték, a másik kettőt az Osztrák Szövetségi Vasutak 900705–900706 pályaszámokkal állományba vette. Ez utóbbi, az eredetileg 306.03 pályaszámot viselő jármű még az 1950-es évek második felében is állományban volt. Az ekkorra  01008-ra számozott és még tulajdonképpen hiánytalan állapotú gép – bár Gölsdorf „6-os mozdonycsaládjának” utolsó megmaradt példánya volt – azonban nem kapott múzeumi védettséget, hanem 1959-es selejtezése után elbontották.

## A Déli Vasútnál
Teintettel arra, hogy a kkStB 306-osok sorozatgyártásától két évvel korábban elállt, viszonylag nehezen érthető a Déli Vasút (SB/DV) döntése, hogy magyarországi vonalai számára, ahol a legnehezebb vonatokat a 106 és 206 sorozatú mozdonyok szintén már csak nagy nehézségek árán voltak képesek továbbítani, két 306 sorozatú mozdonyt állít forgalomba.
A 306.01–02 pályaszámon állagba vett járműveket 1910-ben a Magyar Királyi Állami Vasgyárak 89{\displaystyle {}^{1}} szerkezetszámon készítette el. Az SB/DV az előbbi típushoz hasonlóan csak néhány változtatást igényelt, így például:
- a légűrfék mellé a vonatok fékezéséhez Westinghouse rendszerű légsűrítőt és fékezőszelepet szereltek fel rájuk,
- a fényszórókat az SB/DV-nél szokásos módon nem a mellgerendára, hanem a füstszekrény két oldalára, a futóhíd elejére szerelték fel.

A mozdonyokat a kkStB 156 sorozatához nagyon hasonló, de 17 m³-esre bővített víztartályú és 8,2 tonnás szénférőjű szerkocsikkal szállították, melyek az SB/DV-nél az 56a sorozatjelet kapták. (Budapesten a szerkocsik az S 19{\displaystyle {}^{6}} szerkezetszámon készültek) 
A mozdonyok honállomása Nagykanizsa lett és kezdetben az országhatár–Nagykanizsa–Székesfehérvár–Budapest-Déli fővonalon továbbították a személyszállító vonatokat, de teljesítményük kevésnek bizonyult így átmenetileg 429, végleges megoldásként pedig 109 sorozatú mozdonyok váltották fel őket és a 206-osokkal közösen könnyű személyvonatokat továbbítottak az SB/DV magyar vonalhálózatán.

### Sorsuk az első világháború után
Az első világháború után 1923-ban a Római Egyezmény osztotta fel a Déli Vasút járműállományát az utódállamok között. A 306 sorozatú mozdonyok a Duna–Száva–Adria Vasúthoz (DSA) kerültek, ahol változatlan számokon üzemeltek tovább. 
A DSA 1932-es állami kezelésbe vételével, a MÁV módosított harmadik vontatójármű-számozási rendszerében a mozdonyok rendre a 225,901–902 pályaszámot kapták. A pályaszámtáblákon a „MÁV (Sud)” tulajdonjelzés szerepelt. A szerkocsik típusjele D lett. A mozdonyok légűrfékjét 1935-ben az Északi Főműhelyben Westinghouse-rendszerű légnyomásos fékre cserélték. A mozdonyok végig „hűségesek” maradtak a nagykanizsai fűtőházhoz.
A második világháború után a 225,901 hadizsákmányként Jugoszláviában maradt, ahol a JDŽ 103-002{\displaystyle {}^{II}} pályaszámon állagba vette, azonban rövidesen selejtezte.
A 225,902-t a háború vége üzemképes állapotban Nagykanizsa fűtőháznál érte. Fővizsgája lejártával azonban már vélhetően nem javították meg, hanem a 1951-ben törölték a MÁV állagából.